# حركة تحرير المرأة في أوقيانوسيا
حركة تحرير المرأة في أوقيانوسيا هي حركة نسوية بدأت في أواخر ستينيات القرن العشرين واستمرت حتى أوائل ثمانينيات القرن العشرين. تأثرت النساء في أستراليا ونيوزيلندا بالحركة التي سعت إلى جعل القضايا الشخصية سياسية وإدخال مناقشة التحيز الجنسي في الخطاب السياسي في الولايات المتحدة وأماكن أخرى، وبدأت في تشكيل مجموعات حركة تحرير المرأة في عامي 1969 و1970. تشكل عدد قليل من المنظمات في جزر المحيط الهادئ، ولكن كان لكل من فيجي وغوام نساء منتسبات إلى الحركة.
وسرعان ما انتشر أتباعهم في جميع أنحاء أستراليا ونيوزيلندا. كانت قضيتهم الأساسية استقلالية المرأة في جميع مجالات الحياة، بما في ذلك التركيز على مراكز رعاية الأطفال، وتكافؤ الفرص والأجر والعمالة، وتشييء المرأة، والحقوق الإنجابية، والعلاقات الجنسانية، والاعتداء الجنسي. والأهم من ذلك أنهم أرادوا تغييرًا جذريًا في الطريقة التي ينظر بها المجتمع إلى المرأة. رفض أنصار التحرر أن يغير إصلاح القوانين القائمة مكانة المرأة في المجتمع دون تغيير مصاحب في الأفكار حول المرأة، وشاركوا في الاحتجاجات العامة، ونشروا معلومات عن القضايا، وعقدوا اجتماعات لتنظيم جهود الضغط.

## أستراليا

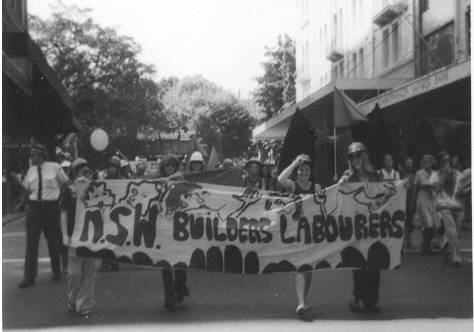
النساء الأعضاء في فرع نيو ساوث ويلز لاتحاد عمال البناء، يوم المرأة العالمي، مسيرة سيدني، مارس 1975.

انتقلت مارثا أنسارا بعد طلاقها من الولايات المتحدة إلى سيدني عام 1969 وانضمت في العام نفسه إلى مارغريت إليوت، وساندرا هوكر، وكوني ساندفورد لتشكيل مجموعة مناقشة حول المواد الخاصة بحركة تحرير المرأة التي جلبتها من الولايات المتحدة. قرروا استضافة اجتماع حول هذا الموضوع وأعدوا كتيبًا بعنوان لم تتغير إلا السلاسل للإعلان عن اجتماع يناير 1970. في العام نفسه  قرأ وارن أوزموند، وهو مدرس في جامعة أديلايد، عن الاحتجاج على مسابقة ملكة جمال أمريكا وكتب مقالًا في ون ديت، وهي صحيفة طلابية، استخلص فيه أوجه الشبه مع مسابقة ملكة جمال «طلاب السنة الأولى» في الجامعة. في مارس 1970 حرضت مجموعة من أتباع تحرير المرأة في أديلايد على الصراع. بحلول شهر مايو نُظم أول مؤتمر وطني لتحرير المرأة بعنوان «وضع المرأة» في ملبورن، أدى إلى نشر الحركة بسرعة في جميع أنحاء أستراليا.
وبعد أن داهمت الشرطة عيادة هيثربري، وهي منشأة لإحالة الإجهاض في عام 1970، نظمت مجموعة تحرير المرأة في سيدني احتجاجًا في يوليو وكتبوا عنه في رسالتهم الإخبارية. وطوال المحاكمة التي جرت في سبتمبر، تظاهروا أمام المحكمة داعين إلى الإجهاض القانوني. نظمت حركة تحرير المرأة موكبًا وحملة واسعة دعمًا للإجهاض في أكتوبر. وفي يناير 1971 تشكل فرع تحرير المثليين التابع لحركة تحرير المرأة في سيدني. أصبحت كتب مثل كتاب المرأة المخصية (1970) لجيرمن غرير، وهي امرأة ولدت في أستراليا وعاشت في بريطانيا؛ وكتاب السياسة الجنسية (1970) للأمريكية كيت ميليت؛ وكتاب جدلية الجنس (1970) للكندية الأمريكية شولاميث فايرستون؛ وكتاب تركة المرأة (1971) من تأليف البريطانية جولييت ميتشيل، مقروءة ونوقشت على نطاق واسع بعد أن لبت التعطش للحصول على معلومات حول نظرية الحركة وفلسفتها. أدى مزيج النصوص من البلدان والخلفيات السياسية المختلفة إلى الالتزام بالجماعة والأفكار المتباينة حول كيفية معالجة القضايا التي تهم النساء.
بدايةً شارك الرجال في حركة تحرير المرأة في أستراليا، ولكن في الفترة بين عامي 1970 و1971، بدأت النساء في طرد الرجال من منظماتهن لأنهم مالوا إلى الهيمنة على الخطاب وإبلاغ النساء المشاركات بكيفية المضي قدمًا. واحدة من أوائل المجلات، مي جين، التي أنتجتها جمعية مي جين من سيدني والتي تأسست في عام 1971، وأحدثتها نساء مثل سوزان بيلامي وجويس ستيفنز. وكما هو الحال في الولايات المتحدة وغيرها من الأماكن التي ازدهرت فيها الحركة، كانت مجموعات رفع الوعي الصغيرة ذات البنية التنظيمية المحدودة هي القاعدة، وكان التركيز على تغيير النظرة المجتمعية بدلًا من التشريع. من النساء البارزات في الحركة: إيفا كوكس، التي أصبحت أستاذة ومعلّقة اجتماعية، والقاضية إليزابيث إيفات، رئيسة المحكمة الأولى لمحكمة الأسرة في أستراليا، وإيلين هيلي من أديلايد، وآن سمرز، التي كتبت عاهرات لعينات وشرطة الله في عام 1975، والتي أصبحت مؤثرة على نطاق واسع، وبات تيرنر، ناشطة من السكان الأصليين وموظفة حكومية، وبيف وورد، كاتبة وناشطة اجتماعية.